# Aubrieta olympica
Aubrieta olympica är en korsblommig växtart som beskrevs av Pierre Edmond Boissier. Aubrieta olympica ingår i släktet aubrietior, och familjen korsblommiga växter. Inga underarter finns listade i Catalogue of Life.